# Cinema Trinacria

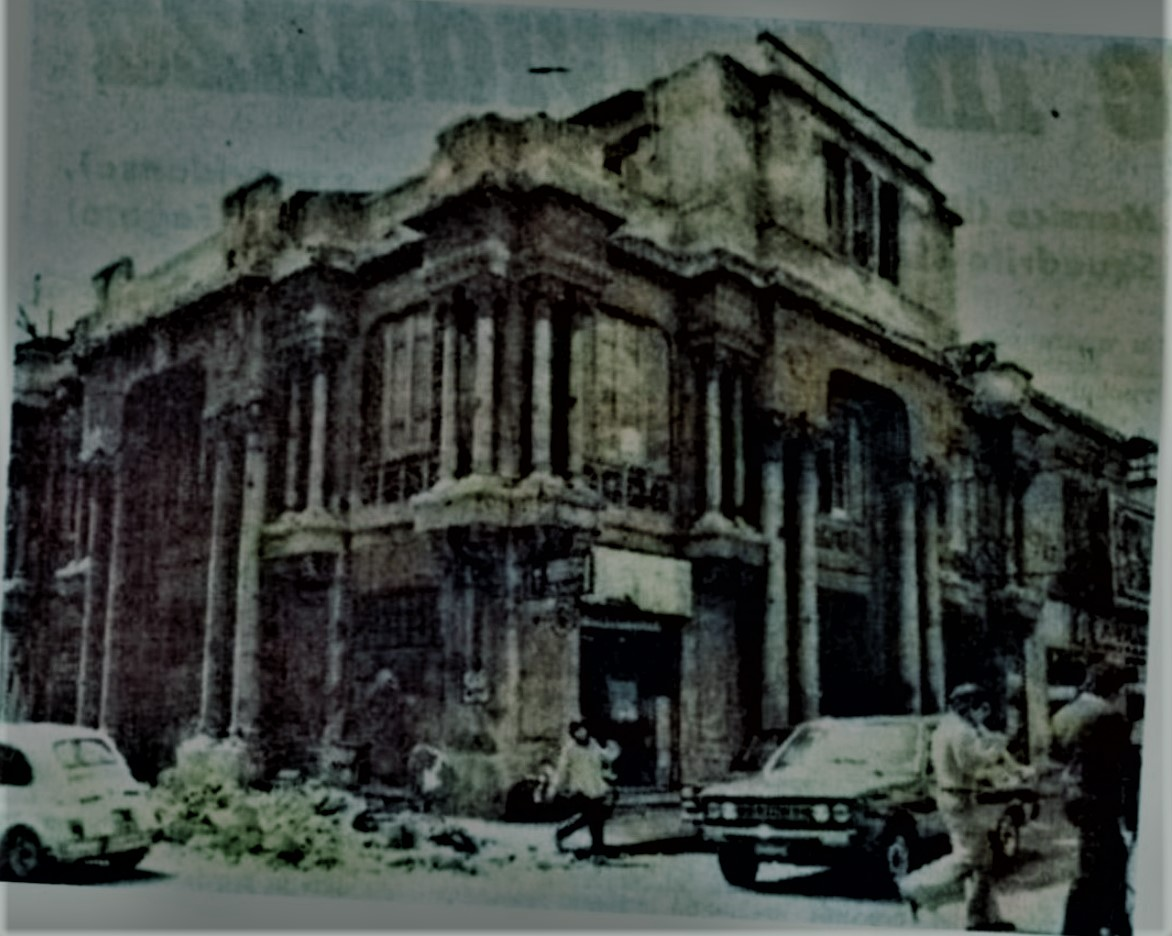
Il Cine-Teatro Trinacria, all'incrocio tra la Via Maddalena e Via Giordano Bruno a Messina, 1970.

Il cinema Trinacria è stato un cinema della città italiana di Messina ad angolo tra le vie Maddalena e Giordano Bruno, in stile eclettico-liberty messinese, costruito nel 1937 e demolito negli anni '70.
Si trovava al incrocio via Giordano Bruno e via Maddalena, con un pesante prospetto in stile eclettico. Aveva all'interno uno spazio aperto per gli spettacoli estivi. Nel cortile dell'edificio vi era il cinema all'aperto. Questa costruzione eclettico è stata abbattuta negli anni '70. L'edificio riecheggia nel disegno della facciata le linee della basilica di San Marco a Venezia. Le coppie di colonne ripetono i motivi decorativi della basilica di San Marco.
L'edificio presentava, al piano terra, lunghe porte, spaziate lateralmente da coppie di colonne alte, e nel piano superiore presentava finestre, spaziate lateralmente da coppie di colonne piccole.